# Ghost Love Score
„Ghost Love Score“ е песен на финландската метъл група Nightwish с продължителност 10мин. и 2сек. Песента е от албума им „Once“ от 2004 и е композирана от кийбордиста на групата Туомас Холопайнен. Песента има е инструментална (само с оркестър) версия, която е издадена в сингъла „Wish I Had an Angel“. Продължителността ѝ е с 12сек. повече. Оркестрацията и хорът са на Лондонската филхармония.
Песента е не само втората по продължителнност (след „Beauty of the Beast“) в дискографията им, но е и една от най-епичните пиеси, които някога са създавали.
В припева хорът пее:
Моето падение ще е за тебе,
моята любов ще е за тебе,
а, ако ти ме отсечеш,
аз вечно ще кървя.
в края на песента последните две строфи се трансформират:
ти ме отсече
и аз вечно ще кървя
Освен хора, Таря Турунен пее за любовта, която е престанала да съществува (според заглавието: „любовта – дух“)
(вземи ме, изцери ме, убий ме, върни ме у дома)